# مجلس شيوخ ولاية لويزيانا
مجلس شيوخ ولاية لويزيانا (بالإنجليزية: Louisiana State Senate)‏ هو مجلس شيوخ ولاية لويزيانا الأمريكية، وهو المجلس الأعلى في كونغرس ولاية لويزيانا.

## طالع أيضًا
- كونغرس ولاية لويزيانا